# Rio Grande (Minas Gerais)
Pour les articles homonymes, voir Rio Grande.
Le rio Grande est une rivière brésilienne, l'une des deux rivières qui, conjointement avec le rio Paranaíba, forment le Paraná. Il en est la branche mère gauche. Le rio Grande arrose le Brésil sur 1 360 km. Il est une importante et abondante rivière du sud-est brésilien.

## Parcours

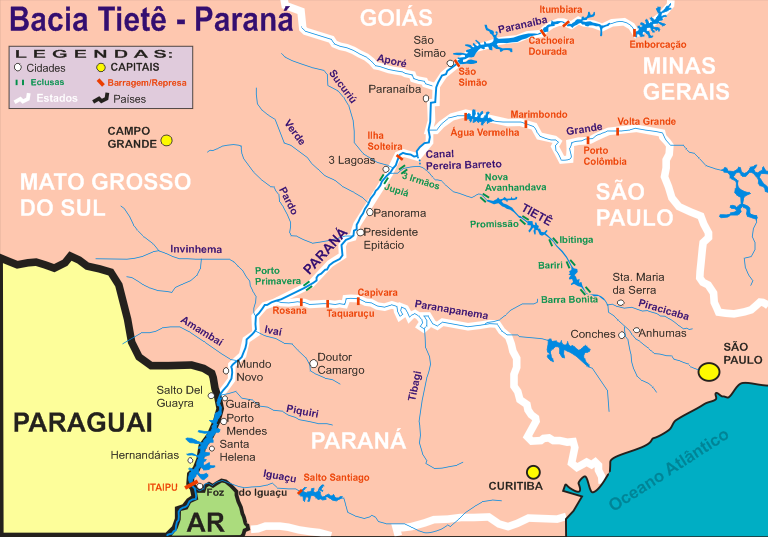
Carte du Bassin du haut Paraná brésilien, avec détails pour les affluents dans ce bassin.

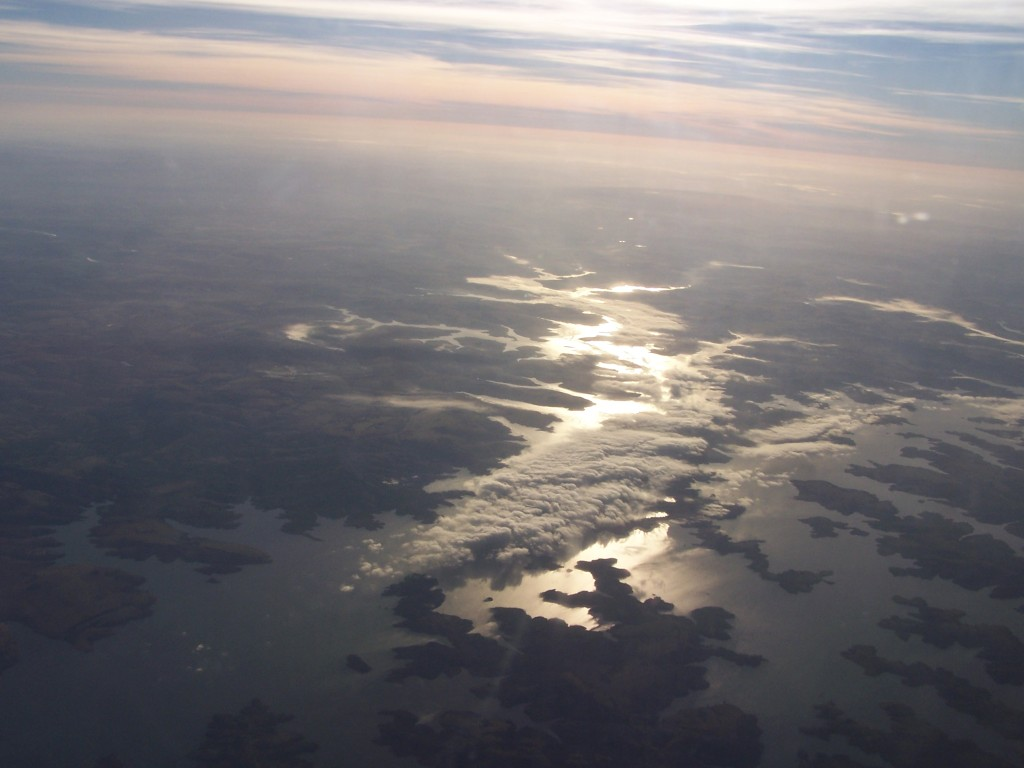
Le rio Grande, vue aérienne.

La rivière prend sa source dans la Serra da Mantiqueira au sud-est de l'État du Minas Gerais, à Bocaina de Minas, non loin de Rio de Janeiro (au nord-ouest), et coule vers l'intérieur du pays, en direction nord-ouest puis ouest. Dans son cours inférieur, elle forme la frontière entre les États du Minas Gerais et de São Paulo.
Arrivée à la frontière de l'État du Mato Grosso do Sul, après avoir parcouru 1 360 km, elle fusionne avec le rio Paranaíba pour former le grand fleuve Paraná, dont elle est donc, avec ce dernier, l'une des deux branches mères (la plus longue). Ces deux rivières sont abondantes comme toutes celles qui alimentent le Parana brésilien, leurs débits respectifs à la confluence sont 3 200 m3/s (Paranaiba) et 2 400 m3/s (rio Grande).

## Bassin du rio Grande
Le rio Grande a un bassin d'une superficie totale de 143 000 km2. De ceux-ci, 86 500 km2 se trouvent dans l'État du Minas Gerais, ce qui fait 17,8 % du territoire de l'État.
Les centrales du bassin du rio Grande produisent plus ou moins 67 % de toute l'énergie générée dans cet État. La rivière produit beaucoup d'électricité, mais est à peine navigable sur de petites portions de son cours, étant donné les rapides et les cataractes qui jalonnent son parcours.

## Affluents
Les principaux affluents du rio Grande sont :
- le rio Aiuruoca (pt), qui naît à Itamonte ;
- le rio das Mortes (pt), né à Barbacena/Senhora dos Remédios ;
- le rio Jacaré (pt), qui a sa source dans le Serra do Galba à São Tiago ;
- le rio Sapucaí (pt), qui naît dans la Serra da Mantiqueira, dans l'État de São Paulo ;
- le rio Pardo, né à Ipuiúna ;
- le rio Turvo (pt).

## Retenues et lacs artificiels
Sur son parcours, on a élevé plusieurs barrages :
- Furnas (1 320 km2, 22,95 km3) ;
- Peixotos ;
- Estreito ;
- Jaguara ;
- volta Grande (221,7 km2, 2,268 km3) ;
- Maribondo ;
- Água Vermelha (369,3 km2, 11,1 km3) ;
- Ilha Solteira (1 195 km2, 21,06 km3).